# Siri Melchior
Siri Melchior, född 1971 i Köpenhamn, är en dansk animatör, filmskapare och författare.
Siri Melchior avlade filosofie kandidat-examen i konsthistoria vid Köpenhamns universitet 1991 och har även examen inom grafisk design vid Danmarks Designskole 1995 och inom animation vid Royal College of Art i London 1999. Hon har arbetat för Channel 4, BBC Scotland, MTV, Domino Records och Virgin.
Tillsammans med producenten Marie Bro grundade Melchior produktionsbolaget Ladybird Films 2013. Melchior har skapat flera animerade barnfilmer, till exempel Lili, som bygger på böcker av Kim Fupz Aakeson, och Rita och Krokodil. Hon har vunnit tre priser vid Annecys internationella festival för animerad film. Melchior har även skrivit barnböcker, bland annat Rita och Krokodil.